# Krzysztof Bartoszewski
Krzysztof Bartoszewski (ur. 21 listopada 1944, zm. 21 czerwca 2002) – polski inżynier środowiska, prof. nadzwyczajny dr hab. inż..

## Życiorys
Po zakończeniu wojny jego rodzice przenieśli się w 1945 do Wrocławia, gdzie uczęszczał do szkoły podstawowej i liceum. Po ukończeniu liceum został w 1962 przyjęty na Wydział Inżynierii Sanitarnej Politechniki Wrocławskiej. Po ukończeniu studiów w 1968 r. rozpoczął pracę w Instytucie Inżynierii Sanitarnej i Wodnej Politechniki Wrocławskiej. Habilitował się w 1990 r., od 1993 r. był profesorem nadzwyczajnym. Od 1990 do 1993 r. był zastępcą dyrektora Instytutu Inżynierii Ochrony Środowiska, a potem do 1999 r. był prodziekanem ds. dydaktyki Wydziału Inżynierii Środowiska, a następnie do śmierci dziekanem.
Jego zainteresowania naukowe obejmowały tematykę oczyszczania ścieków, wpływu ścieków na odbiornik, gospodarki osadowej, kinetyki procesów oraz ich modelowania matematycznego. Autor 114 artykułów, promotor trzech przewodów doktorskich. Członek Sekcji Inżynierii Sanitarnej Komitetu Inżynierii Lądowej i Wodnej Polskiej Akademii Nauk. 
Odznaczony Złotym Krzyżem Zasługi (1990), Medalem Komisji Edukacji Narodowej (2000).
Zmarł 21 czerwca 2002r. i został pochowany na cmentarzu św. Rodziny przy ul. Smętnej we Wrocławiu.